# Louis Thern
Louis Thern   (18 de desembre de 1848 - 12 de març de 1920), fou pianista i professor hongarès d'origen alemany.

## Biografia
Louis era fill del compositor i director Károly Thern. Nascut a Buda, Louis va estudiar amb el seu pare; Louis va continuar estudis a Leipzig amb Ignaz Moscheles i Carl Reinecke, i va debutar a la Gewandhaus. Van formar un famós duo de piano, amb el seu germà Willi que va aparèixer a partir del 1866. Es van escoltar anualment a Londres i Liverpool, van fer moltes gires per Bèlgica, els Països Baixos i Alemanya i a París van tocar en salons de moda i van ser amics amb gent com el príncep Metternich, el baró d'Erlanger, Rossini i Berlioz.
El seu repertori incloïa obres de Franz Liszt, que sovint assistia als seus concerts i fins i tot tocava amb ells, a més de Bach, Mozart i Beethoven.
També van ser prolífics arranjadors per a piano a 4 mans, incloent:
- Primers[5] i tercers[6] concerts de piano de Beethoven
- 15 quartets de corda, un conjunt de trios per a piano i 24 simfonies de Joseph Haydn[7]
- Tres quartets de piano, dos quintets de corda[8] i l'Octet en mi bemoll, op. 20[9] de Felix Mendelssohn.

Els dos pianistes es van convertir més tard en professors de piano a Viena- L'alumne més conegut de Willy Thern va ser Erwin Schulhoff. Entre els estudiants de Louis hi havia Lubka Kolessa i Leo Ascher.
Ball rus de Sergei Bortkiewicz, op. El 18 per a duet de piano va ser dedicat a Louis Thern.
La transcripció de Liszt per a quatre mans de quatre marxes de piano de Franz Schubert, S. 632, estava dedicada a Willi i Louis Thern.